# Torsten Svensson (ämbetsman)
Torsten Vilhelm Svensson, född den 3 november 1913 i Vassända-Naglums församling i Älvsborgs län, död 8 november 1995 i Lidingö, var en svensk ämbetsman. 
Svensson blev juris kandidat vid Uppsala universitet 1937, genomgick tingstjänstgöring 1937–1940 och tjänstgjorde i Svea hovrätt 1940–1941. Han blev amanuens i ecklesiastikdepartementet 1943, extra ordinarie kanslisekreterare 1947, föredragande i regeringsrätten 1950 (tillförordnad 1947), regeringsrättssekreterare 1953 och kansliråd i ecklesiastikdepartementet 1956 (tillförordnad 1955). Svensson var departementsråd i kommundepartementet 1977–1979 och ordförande i kyrkoberedskapskommittén 1977–1983. Han är begravd på Lidingö kyrkogård.